# Idaea palniensis
Idaea palniensis är en fjärilsart som beskrevs av Louis Beethoven Prout 1920. Idaea palniensis ingår i släktet Idaea och familjen mätare. Inga underarter finns listade i Catalogue of Life.